# Icke-aggressionsprincipen
Icke-aggressionsprincipen, ofta kallat IAP eller NAP (Non-aggressionsprincipen) efter den engelska förkortningen, är ett etiskt ställningstagande som innebär att aggressioner som våld, tvång eller hot om att använda våld eller tvång är fel. Till skillnad från pacifism så utesluter inte IAP att man använder våld i självförsvar.
Icke-aggressionsprincipen är en av de underliggande filosofiska principerna för libertarianism, agorism och anarkokapitalism.

## Historia
Den grundläggande tanken med IAP kan spåras tillbaka till antiken, men i modern tid så använde objektivismen  sig av IAP men den har senare populariserats ytterligare av flera libertarianska tänkare.
IAP har också omnämnts av författare som till exempel John Locke, Thomas Jefferson och Murray Rothbard.

## Definitioner och tillämpning av IAP

### Frågeställningar som är oklara
Både förespråkare och motståndare till abort har använt IAP för att argumentera för sin ståndpunkt. Huruvida psykiatrisk tvångsvård är godkänt under IAP är också ofta omdebatterat.

### Skatt
Enligt IAP så är skatt inte legitimt att ta ut annat än om den betalas frivilligt.

### Djur
Djur anses för det mesta inte omfattas av IAP eftersom de själva saknar förmågan att förstå och aktivt leva upp till IAP.

## Kritik mot IAP
Motståndare till IAP framför ofta att positiva rättigheter inte ryms inom IAP, förespråkarna för IAP anser ofta att det är en styrka. Det är svårt att dra strikta gränser utifrån IAP för aktiviteter som utsätter andra för risker som till exempel bilkörning. Även om IAP kombineras med stark äganderätt så är det svårt att lösa problem som luftföroreningar med hjälp av IAP.